# Comuna de Szulborze Wielkie
Szulborze Wielkie (polaco: Gmina Szulborze Wielkie) é uma gminy (comuna) na Polónia, na voivodia de Mazóvia e no condado de Ostrowski (mazowiecki). A sede do condado é a cidade de Szulborze Wielkie.
De acordo com os censos de 2004, a comuna tem 1868 habitantes, com uma densidade 40 hab/km².

## Área
Estende-se por uma área de 46,71 km², incluindo:
- área agrícola: 74%
- área florestal: 20%

## Demografia
Dados de 30 de Junho 2004:
|                      | Total   | Total | Mulheres | Mulheres | Homens  | Homens |
| -------------------- | ------- | ----- | -------- | -------- | ------- | ------ |
|                      | pessoas | %     | pessoas  | %        | pessoas | %      |
| População            | 1868    | 100   | 932      | 49,9     | 936     | 50,1   |
| Densidade (pop./km²) | 40      | 100   | 20       | 20       | 20      | 20     |

De acordo com dados de 2002, o rendimento médio per capita ascendia a 1319,29 zł.

## Subdivisões
- Brulino-Lipskie, Godlewo-Gudosze, Gostkowo, Grędzice, Helenowo, Janczewo-Sukmanki, Janczewo Wielkie, Leśniewo, Mianówek, Słup, Słup-Kolonia, Smolewo-Parcele, Smolewo-Wieś, Szulborze Wielkie, Świerże-Leśniewek, Uścianek-Dębianka, Zakrzewo-Zalesie

## Comunas vizinhas
- Andrzejewo, Czyżew-Osada, Nur, Zaręby Kościelne